# Egipt na Letnich Igrzyskach Olimpijskich 2000
Egipt na Letnich Igrzyskach Olimpijskich 2000 reprezentowało 89 zawodników, 74 mężczyzn i 15 kobiet.

## Skład kadry

### Boks
Mężczyźni
- Rezkalla Mohamed Abdelaehim

Waga papierowa, do 48 kg (odpadł w 1 rundzie)
- Saleh Maksoud

Waga lekkopółśrednia, do 63,5 kg (odpadł w ćwierćfinale)
- Fadel Showban

Waga półśrednia, do 67 kg (odpadł w 1 rundzie)
- Hekal Mohamed Abdelmawgod

Waga lekkośrednia, do 71 kg (odpadł w ćwierćfinale)
- Ramadan Yasser

Waga średnia, do 75 kg (odpadł w 1 rundzie)
- Amrou Moustafa

Waga ciężka, do 91 kg (odpadł w 2 rundzie)
- Ahmed Abdel Samad

Waga superciężka +91 kg (odpadł w 2 rundzie)

### Gimnastyka
Mężczyźni
- Raouf Abdelraouf

Kobiety
- Sherin Taama

### Jeździectwo
Mężczyźni
- André Salah Sakakini

### Judo
Mężczyźni
- Haitham El-Husseini Awad
- Ahmed Baly
- Bassel El-Gharbawy

Kobiety
- Heba Hefny

### Kolarstwo
Mężczyźni
- Mahmoud Abbas
- Amer El-Nady
- Mohamed Abdel Fattah
- Mohamed Kholafy

### Lekkoatletyka
Mężczyźni
- Hatem Mersal

Skok w dal (odpadł w eliminacjach)
- Ahmed Abdelmougod Solimon

Maraton (47. miejsce)

### Łucznictwo
Mężczyźni
- Essam Sayed

indywidualnie (odpadł w 1/32 eliminacji)

### Pięciobój nowoczesny
Mężczyźni
- Emad El-Gezery

### Piłka ręczna
Mężczyźni
- Hussain Al-Zaky
- Hazem Awaad
- Mohamed Bakir El-Nakib
- Ahmed Belal
- Ayman El-Alfy
- Hany El-Fakharany
- Amro El-Geioushy
- Magdy Abou El-Magd
- Saber Belal Hussein
- Ashraf Mabrouk Awaad
- Sherif Hegazy Moemen
- Gohar Mohamed
- Marwan Ragab
- Hussain Said
- Mohamed Sharaf El-Din

### Pływanie
Mężczyźni
- Tamer Hamed

50 m stylem dowolnym (odpadł w eliminacjach)
100 m stylem dowolnym (odpadł w eliminacjach)
- Mahmoud Elwany

200 m stylem dowolnym (odpadł w eliminacjach)
- Hani Elteir

400 m stylem dowolnym (odpadł w eliminacjach)
- Haitham Hassan

100 m stylem motylkowym (odpadł w eliminacjach)
100 m stylem grzbietowym (odpadł w eliminacjach)
200 m stylem zmiennym (odpadł w eliminacjach)
- Ahmed Hussein

200 m stylem grzbietowym (odpadł w eliminacjach)
Kobiety
- Rania Elwani

50 m stylem dowolnym (odpadła w półfinale)
100 m stylem dowolnym (odpadła w półfinale)
200 m stylem dowolnym (odpadła w eliminacjach)

### Pływanie synchroniczne
Kobiety
- Heba Abdel Gawad
- Sara Abdel Gawad

### Podnoszenie ciężarów
Mężczyźni
- Mohamed Moussa El-Dib

Kategoria do 85 kg (15. miejsce)
Kobiety
- Nagwan El-Zawawi

Kategoria do 69 kg

### Siatkówka
Mężczyźni
- Mohamed Mouselhy
- Mahmoud Abdul El Aziz
- Ashraf Abou El Hassan
- Eslam Awad
- Mohamed El Houseny
- Hamdy El Safy
- Ibrahim Fathy
- Sayed Khalil
- Ussama Komsan
- Hany Mouselhy
- Ibrahim Rashwan
- Nehad Shehata - drużynowo (11. miejsce)

### Strzelectwo
Mężczyźni
- Mohamed Abdel Ellah
- Moustafa Hamdy
- Mohamed Khorshed
- Ayman Mazhar
- Tarek Zaki Riadh

Kobiety
- Hebatallah El-Wazan
- Yasmine Helmi
- Marwa Sultan

### Szermierka
Mężczyźni
- Mohamed Saif
- Mahmoud Samir
- Tamer Mohamed Tahoun

Kobiety
- Shaimaa El-Gammal
- May Moustafa

### Taekwondo
Mężczyźni
- Talaat Abada
- Yahia Rashwan

Kobiety
- Szajma Afifi

### Tenis stołowy
Mężczyźni
- Ashraf Abdel Halim Helmy
- El-Sayed Lashin

Kobiety
- Shaimaa Abdul Aziz
- Shahira El-Alfy
- Bacinte Osman

### Wioślarstwo
Mężczyźni
- Kamal Abdel Rehim
- Alaa El-Din Ahmed
- Hamdy El-Kot
- Tarek Hamid
- Aly Ibrahim
- El-Atek Mohamed
- Amir Temraz

### Zapasy
Mężczyźni
- Muhammad Abd al-Fattah
- Muhammad Mustafa Abu al-Ila